# Tour de Lombardie 2006
Le Tour de Lombardie 2006 s'est déroulé le samedi 14 octobre 2006. L'épreuve faisait partie de l'UCI ProTour 2006.

## Récit
C'est Paolo Bettini qui remporte cette 100e édition du Tour de Lombardie. Une victoire pleine d'émotion puisqu'elle intervient deux semaines seulement après la mort du frère aîné du nouveau champion du monde, qui franchit la ligne d'arrivée en larmes en lui dédiant sa victoire.
Bettini porte une attaque dans l'avant-dernière difficulté, à 16 kilomètres de l'arrivée. Il est suivi par Fabian Wegmann, qu'il lachera finalement dans la dernière difficulté de la journée. Bettini résiste ensuite au retour de Samuel Sánchez et remporte pour la seconde saison consécutive cette dernière course de la saison.

## Classement final
|    | Coureur         | Pays       | Équipe                    | Temps           | Points UCI ProTour |
| -- | --------------- | ---------- | ------------------------- | --------------- | ------------------ |
| 1  | Paolo Bettini   | Italie     | Quick Step-Innergetic     | 6 h 08 min 06 s | 50 pts             |
| 2  | Samuel Sánchez  | Espagne    | Euskaltel-Euskadi         | + 8 s           | 40 pts             |
| 3  | Fabian Wegmann  | Allemagne  | Gerolsteiner              | + 8 s           | 35 pts             |
| 4  | Cristian Moreni | Italie     | Cofidis                   | + 14 s          | 30 pts             |
| 5  | Davide Rebellin | Italie     | Gerolsteiner              | + 46 s          | 25 pts             |
| 6  | Matteo Carrara  | Italie     | Lampre-Fondital           | + 46 s          | 20 pts             |
| 7  | Fränk Schleck   | Luxembourg | Team CSC                  | + 46 s          | 15 pts             |
| 8  | Michael Boogerd | Pays-Bas   | Rabobank                  | + 48 s          | 10 pts             |
| 9  | Danilo Di Luca  | Italie     | Liquigas                  | + 2 min 32 s    | 5 pts              |
| 10 | Andrea Pagoto   | Italie     | Ceramica Panaria-Navigare | + 3 min 53 s    | -                  |